# Королевская площадь (пьеса)
«Королевская площадь» (фр. La Place Royale) — пьеса в стихах французского драматурга Пьера Корнеля, впервые поставленная на сцене в 1633 году. Считается одной из пяти ранних пьес Корнеля, «занимающих промежуточное положение между трагикомедией и комедией нравов». Драматург здесь отказывается от использования характерных для французской драматургии традиций средневекового фарса и итальянской комедии дель арте, показывает умение выстраивать живые и занимательные диалоги. Действие происходит в парижском светском обществе и ограничивается любовными интригами.
Главная героиня пьесы Анжелика влюбляется в Алидора, но тот оказывается вероломным эгоистом. В финале Анжелика решает уйти в монастырь, а судьба второстепенных персонажей складывается удачно.
«Королевскую площадь» исследователи относят к одной из наиболее интересных пьес Корнеля раннего периода (наряду с «Галереей суда»): драматург здесь пытается показать реальную жизнь, кипевшую на парижских улицах и в торговых заведениях.